# Zoveel takkies
Zoveel takkies is een lied van de Nederlandse rapper Josylvio. Het werd in 2022 als single uitgebracht en stond in hetzelfde jaar als derde track op het album Vallen & opstaan.

## Achtergrond
Zoveel takkies is geschreven door Joost Theo Sylvio Yussef Abdelgalil Dowib en Thijs van Egmond en geproduceerd door Thez. Het is een nummer uit het genre nederhop. In het lied zingt de rapper over zijn succes en de haters die volgens de rapper door het succes jaloers op hem zijn. Het was de eerste single die de rapper in 2022 uitbracht en voorloper van het album Vallen en opstaan, welke werd gereleased in juli 2022. De single heeft in Nederland de gouden status.

## Hitnoteringen
De rapper had succes met het lied in Nederland. Het kwam tot de elfde plaats van de Single Top 100 en stond zes weken in de hitlijst. Er was geen notering in de Top 40, maar het kwam tot de vijftiende plaats van de Tipparade.